# Hollandia az 1984. évi téli olimpiai játékokon
Hollandia a jugoszláviai Szarajevóban megrendezett 1984. évi téli olimpiai játékok egyik részt vevő nemzete volt. Az országot az olimpián 2 sportágban 13 sportoló képviselte, akik érmet nem szereztek.

## Bob
| Versenyző                  | Versenyszám | 1. futam | 1. futam | 2. futam | 2. futam | 3. futam | 3. futam | 4. futam | 4. futam | Összesítés | Összesítés |
| Versenyző                  | Versenyszám | Idő      | Hely.    | Idő      | Hely.    | Idő      | Hely.    | Idő      | Hely.    | Idő        | Helyezés   |
| -------------------------- | ----------- | -------- | -------- | -------- | -------- | -------- | -------- | -------- | -------- | ---------- | ---------- |
| Job van Oostrum John Drost | Kettes      | 52,86    | 15.      | 53,58    | 22.      | 52,79    | 18.      | 52,76    | 15.      | 3:31,99    | 16.        |

## Gyorskorcsolya
Férfi
| Versenyző            | Versenyszám | Eredmény | Helyezés |
| -------------------- | ----------- | -------- | -------- |
| Hilbert van der Duim | 1000 m      | 1:17,46  | 7.*      |
| Hilbert van der Duim | 1500 m      | 1:59,77  | 7.       |
| Hilbert van der Duim | 5000 m      | 7:19,39  | 9.       |
| Hilbert van der Duim | 10 000 m    | 15:01,24 | 10.      |
| Yep Kramer           | 10 000 m    | 14:59,89 | 9.       |
| Geert Kuiper         | 500 m       | 39,13    | 16.      |
| Frits Schalij        | 1500 m      | 2:00,14  | 10.      |
| Frits Schalij        | 5000 m      | 7:28,17  | 17.      |
| Hein Vergeer         | 500 m       | 38,94    | 13.      |
| Hein Vergeer         | 1000 m      | 1:17,57  | 10.      |
| Hein Vergeer         | 1500 m      | 2:00,59  | 12.*     |
| Robert Vunderink     | 5000 m      | 7:25,19  | 14.      |
| Robert Vunderink     | 10 000 m    | 15:14,45 | 17.      |
| Jan Ykema            | 500 m       | 39,03    | 14.      |
| Jan Ykema            | 1000 m      | 1:18,81  | 20.      |

Női
| Versenyző         | Versenyszám | Eredmény | Helyezés |
| ----------------- | ----------- | -------- | -------- |
| Alie Boorsma      | 500 m       | 1:02,05~ | 33.      |
| Alie Boorsma      | 1000 m      | 1:28,40  | 23.      |
| Yvonne van Gennip | 1000 m      | 1:25,36  | 6.       |
| Yvonne van Gennip | 1500 m      | 2:10,61  | 11.      |
| Yvonne van Gennip | 3000 m      | 4:34,80  | 5.       |
| Thea Limbach      | 500 m       | 44,31    | 27.      |
| Thea Limbach      | 1000 m      | 1:28,12  | 21.      |
| Thea Limbach      | 1500 m      | 2:10,35  | 9.       |
| Thea Limbach      | 3000 m      | 4:42,84  | 13.      |
| Ria Visser        | 500 m       | 45,05    | 30.      |
| Ria Visser        | 1500 m      | 2:11,06  | 13.      |
| Ria Visser        | 3000 m      | 5:14,80~ | 25.      |

* - egy másik versenyzővel azonos eredményt ért el

~ - a futam során elesett